# Кенгуру (остров)
О́стров Кенгуру́ (англ. Kangaroo Island) — третий по величине остров Австралии после Тасмании и Мелвилла. Выделяется в отдельный регион.

## География

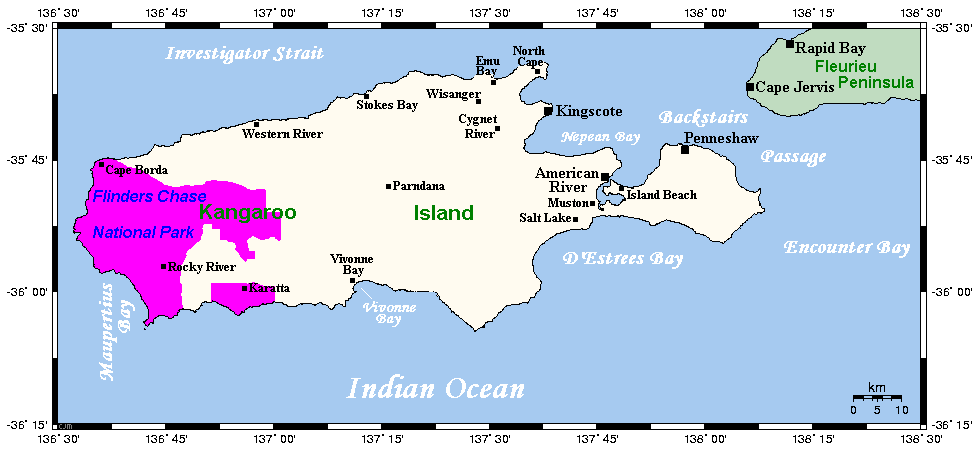
Карта острова

Расположен в 112 км южнее Аделаиды, на входе в залив Сент-Винсент, и в 13 км от ближайшей материковой точки Мыса Джервиса. Длина острова 145 км, ширина — от 900 м до 57 км, площадь 4405 км². Длина береговой линии 509 км, наибольшая высота над уровнем моря составляет 307 м.

## Природа и её защита
Более половины территории острова никогда не обрабатывалась человеком. Около трети территории отдано под национальные и консервационные парки и заповедники. Наиболее охраняемые места:
- Национальный парк «Флиндерс-Чейс» (Flinders Chase National Park)
- Консервационный парк «Бухта Тюленей» (Seal Bay Conservation Park)
- Охраняемая территория Мыс Ганзеум (Cape Gantheaume Wilderness Protection Area)
- Охраняемая территория Мыс Бугуер (Cape Bouguer Wilderness Protection Area)
- Охраняемая территория Ущелье-дес-Казоарс (Ravine des Casoars Wilderness Protection Area)

Так как это остров, отделённый проливом от материка, на нём отсутствуют лисы и кролики, завезённые в Австралию в ходе европейской колонизации. Фауна острова представлена кенгуру, валлаби, коричневыми бандикутами, варанами Розенберга, поссумами, ехиднами и новозеландскими морскими котиками, а также шестью видами летучих мышей и несколькими видами лягушек. Единственным эндемиком острова является сумчатая мышь Айткена. Коалы, кольцехвостые поссумы и утконосы были завезены и живут на острове по настоящее время. Ранее на острове водились эму, однако в период с 1802 по 1836 год они вымерли, возможно вследствие лесных пожаров или из-за охоты.
На острове Кенгуру обитает также огромное количество птиц различных видов, среди которых траурные какаду, карликовые пингвины, амбарные совы (сипухи) и многие другие.

## История
Остров Кенгуру отделился от материковой Австралии около 10 000 лет назад, вследствие подъёма уровня моря. По материалам раскопок, учёные установили, что первые аборигены попали на остров около 11 000 лет назад, но примерно в 200 году до н. э. по каким-то причинам покинули его, возможно вследствие войн, эпидемии или изменения климата.
В 1802 году британский исследователь Мэтью Флиндерс назвал остров «Кенгуру». 27 июля 1836 года был основан город Кингскот, ставший первым европейским поселением и крупнейшим городом на острове. У города были все шансы стать столицей Южной Австралии, но из-за ограниченных ресурсов острова права столицы получила Аделаида.

## Административное деление
Административно относится к штату Южная Австралия.

## Население
На острове проживает 4259 человек (2006), 1800 из них живёт в Кингскоте.

## Экономика
Главной отраслью экономики острова является сельское хозяйство (производство вина, мёда, шерсти, мяса и зерна). Кроме этого существенную роль играют туризм и рыболовство. В 1881 году из итальянской провинции Лигурия на остров были завезены лигурийские пчёлы, и сейчас он славится своими пасеками.

## Интересный факт
Лингвист Ник Рид (Nick Reid) из Университета Новой Англии совместно с географом Патриком Нанном (Patrick Nunn) из Университета Саншайн-Кост в австралийском штате Квинсленд установил, что устная традиция аборигенов сохранила память о том давнем времени, когда остров Кенгуру и многие другие прибрежные местности имели совершенно другие очертания.
В частности, легенда о герое Нгурундери говорит, что он гнался за своими жёнами пешком до места, которое сейчас стало островом Кенгуру. После этого он рассердился и велел воде подняться, а его бегущие жёны застыли и превратились в скалы, которые и сейчас торчат из воды между островом и материком. По расчётам учёных, подъём уровня моря, отделивший остров Кенгуру от побережья Квинсленда, произошёл 9 800—10 650 лет назад.
Как считают исследователи, эта информация передавалась в форме преданий на протяжении более 300 поколений.